# شركة عامة

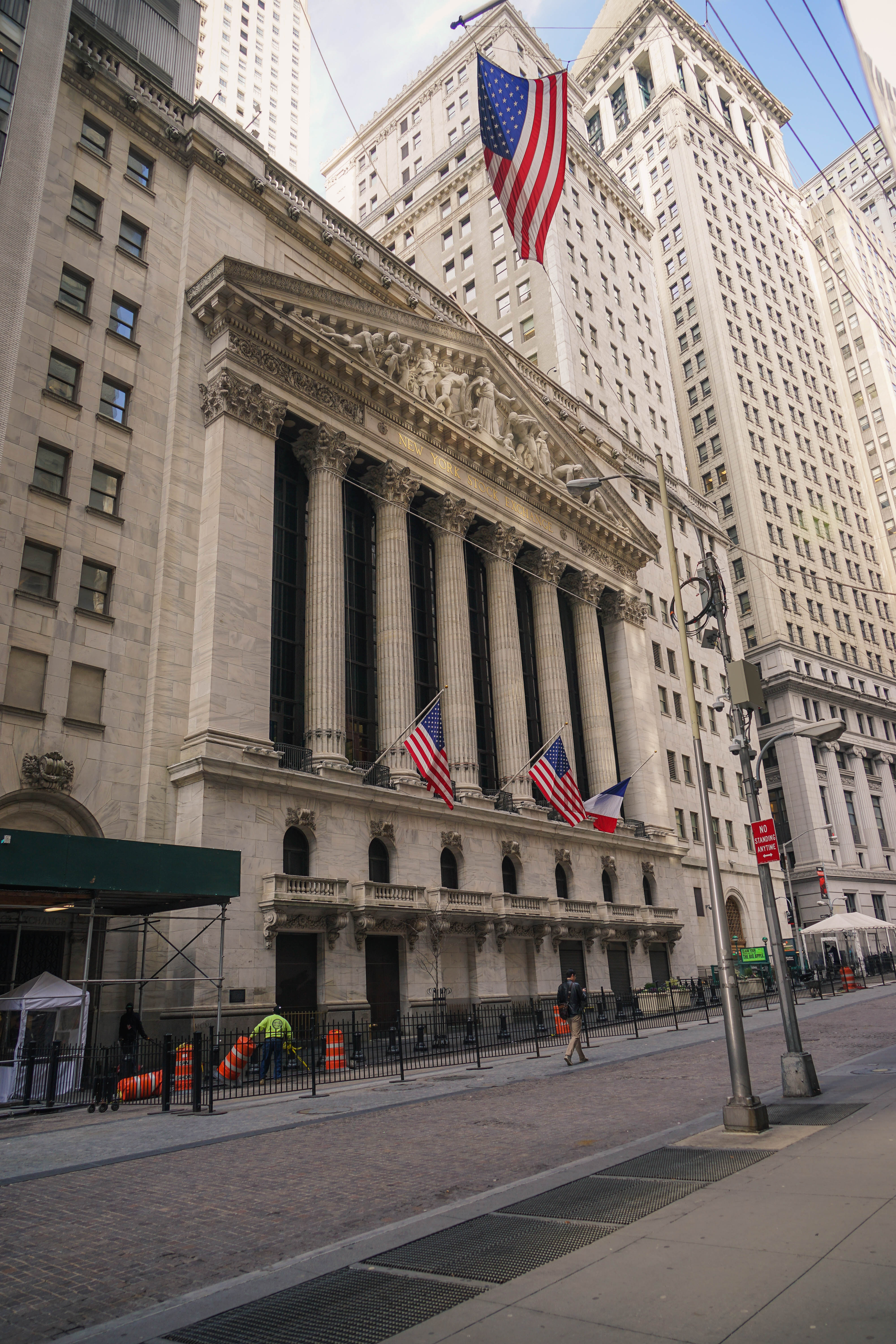
مبنى بورصة نيويورك عام 2015.

شركة تضامنية أو شركة عامة  أو شركة بسيطة عامة  (بالإنجليزية: General Partnership) في الاقتصاد والقانون التجاري هي شركة يقتنيها ويديرها شخصان أو أكثر، ويسهموا بممتلكاتهم وجهودهم في إدارتها. ويشترك الشركاء في أرباح الشركة ويتحملوا سوياً الخسارة. وتتميز الشركة التضامنية عن الشركة المساهمة من وجهة المعاملة الضريبية، حيث لا تؤخذ الضريبة مباشرة على الأرباح، وإنما تؤخذ الضريبة من كل شريك بعد توزيع الأرباح بينهم بحسب نسبة مساهمتهم في الشركة. وطبقاً للوضع القانوني للشركة التضامنية فقد يتعرض الشركاء إلى مسؤولية أكبر عن شركات المساهمة، حيث أن كل شريك في الشركة التضأمنية مسؤول عن ديون الشركة.
وتتسم الشركة العامة بالآتي:
- أن تكون مؤسسة بالاتفاق ووجود عقد.
- أن تكون مكونة من شريكين أو أكثر.
- أن يكون فيها جميع الشركاء متساوون المسؤولية بالنسبة لأي أمر قانوني وبالنسبة لديون الشركة.
- يتقاسم الشركاء في الشركة البسيطة العامة بالتساوي مسؤوليات الشركة والتزاماتها.[1]